# Trương Huệ (nhà Nguyên)
Trương Huệ (chữ Hán: 张惠, 1223 hoặc 1224 – 1285), tên tự là Đình Kiệt, người huyện Tân Phồn, phủ Thành Đô , là quan viên nhà Nguyên trong lịch sử Trung Quốc.

## Thiếu thời
Huệ là hậu duệ của Thượng thư hữu bộc xạ Trương Thương Anh nhà Bắc Tống . Năm 1236, Huệ được 14 tuổi, quân Mông Cổ vào Thục, bắt ông đem đến Hàng Hải . Ở đấy vài năm, Huệ thông thạo tiếng nói của các bộ lạc Mông Cổ, thừa tướng Mạnh Tốc Tư  yêu mến, dâng tặng làm thị đồng của tông vương Hốt Tất Liệt. Huệ có tiếng cần mẫn, được ban tên Ngột Lỗ Hốt Nột Đặc.

## Thăng tiến
Hốt Tất Liệt nối ngôi, tức là Nguyên Thế Tổ, Huệ được thụ chức Yến Kinh tuyên úy phó sứ. Huệ cai trị khoan dung và giản tiện, tâu xin miễn Phân số tiền và bãi Tiêu kiềm cục. Ít lâu sau, Huệ được thăng làm Thị trung.
Tháng 8 ÂL năm Chí Nguyên đầu tiên (1264) , Huệ được bái làm Tham tri chánh sự, Hành tỉnh Sơn Đông. Huệ đem bạc chuộc hơn 200 gia đình tù binh làm dân, nếu ai không thể quay về quê nhà thì cho phép xuất gia làm tăng, xây chùa chứa họ. Trong loạn Lý Thản, dân Sơn Đông bị quân đội bắt bớ rất nhiều; Huệ đến nhận chức, tìm khắp trong quân, thả hết bọn họ đi. Huệ còn tâu xin tuyển lại tốt, bỏ quan xấu, để khôi phục dân sinh. Sau đó Huệ được thăng làm Quốc dụng tư phó sứ; gặp lúc triều đình cải chế, đổi Quốc dụng tư làm Thượng thư tỉnh, ông được bái làm Tham tri chánh sự, thăng làm Trung thư tả thừa, rồi tiến làm Hữu thừa.

## Tham gia nam chinh
Năm thứ 11 (1274), Bá Nhan soái quân đánh Nam Tống; đến mùa hạ năm thứ 12 (1275), triều đình giáng chiếu lấy Huệ coi lương hướng, phàm là tiền bạc, lương cốc của Giang Hoài đều do ông nắm giữ. Mùa xuân năm thứ 13 (1276), Nam Tống đầu hàng, Bá Nhan mệnh cho Huệ cùng bọn Tham tri chánh sự A Lạt Hãn vào thành, kiểm kê kho tàng, sổ sách, thu vật dụng lễ nhạc, ấn bảo, nghi trượng tế trời của thái miếu và Cảnh Linh cung . Nhà Tống biên tịch dân Giang Nam làm thợ khéo hơn 30 vạn hộ, Huệ chọn người có nghề nghiệp hơn 10 vạn hộ, còn lại xin trả về làm dân. Bá Nhan đem Tống đế ra bắc, khiến Huệ ở lại coi giữ miền nam. Huệ không đợi chiếu mệnh, liền mở niêm phong kho tàng; Bá Nhan báo lên, vì thế triều đình giáng chiếu cho Tả thừa tướng A Thuật, Bình chương chánh sự A Tháp Hải cật vấn ông, triệu về kinh sư.

## Hậu sự
Năm thứ 20 (1283), Huệ được bái làm Vinh lộc đại phu, Bình chương chính sự, Hành tỉnh Dương Châu. Năm thứ 22 (1285), Huệ vào chầu, lại nhận mệnh lấy hàm Bình chương chánh sự ra làm Hành tỉnh Hàng Châu. Huệ đến Vô Tích thì mất, hưởng thọ 62 tuổi .
Huệ có con trai là Trương Tuân Hối, sử cũ không chép hành trạng của anh ta.

## Đánh giá
Sử cũ nhận xét Huệ làm việc được tiếng là tài năng và thanh liêm, nhưng về già ông lại nương tựa gian thần A Hợp Mã (Ahmad Fanākatī), nên bị người đời chê bai. Tuy vậy, Huệ là bề tôi ở tiềm để, nên được Nguyên Thế Tổ đối đãi ưu ái.